# Марлијано (Фиренца)
Марлијано је насеље у Италији у округу Фиренца, региону Тоскана.
Према процени из 2011. у насељу је живело 78 становника. Насеље се налази на надморској висини од 172 м.